# Home Again (single van Michael Kiwanuka)
"Home Again" is een nummer van de Britse singer-songwriter Michael Kiwanuka. Het nummer werd uitgebracht op zijn gelijknamige debuutalbum uit 2012. Op 1 januari van dat jaar werd het nummer uitgebracht als zijn debuutsingle.

## Achtergrond
"Home Again" is geschreven door Kiwanuka en Jamie Scott en is geproduceerd door Paul Butler. Het is de titeltrack van zijn debuutalbum. In een interview met het tijdschrift Q legde Kiwanuka de betekenis van het nummer uit: "Het gaat niet over comfort en vrede. Thuis is waar je jezelf bent - je hebt weinig remmingen, je voelt je vrij om te zijn wie je bent. Het nummer gaat over de terugkeer naar die plek - niet letterlijk een huis of een plaats maar gewoon dat gevoel, weet je wel? Dat gevoel dat je de dingen laat doen die je wilt doen en de dingen laat zeggen die je wilt zeggen." Over de totstandkoming van het nummer vertelde hij tegen Q: "Het kwam eruit in een tijdsbestek van ongeveer twintig minuten. Ik had een akoestische gitaarriff en dacht dat het leuk klonk. Nummers zijn totaal niet makkelijk, geloof me! Het was pure expressie, wat de reden is dat ik het album Home Again wilde noemen."
"Home Again" werd een kleine hit in het Verenigd Koninkrijk, het thuisland van Kiwanuka, met een 29e plaats in de hitlijsten. In Vlaanderen werd het een groot succes met een derde plaats in de Ultratop 50. In het radioprogramma De Afrekening van Studio Brussel wist het nummer zelfs drie weken de hitlijst aan te voeren; in de eindejaarslijst van dit programma haalde het de zevende plaats. Het nummer wist in Nederland de Top 40 niet te bereiken, maar in de Single Top 100 behaalde het wel een notering. Het nummer stond tussen maart 2012 en januari 2013 slechts zeven weken genoteerd in de lijst, waarvan maximaal twee weken achtereen. De 59e plaats was de hoogste notering voor het nummer. Ondanks het geringe succes in de hitlijsten, staat het wel sinds het jaar van uitkomen in de Radio 2 Top 2000, waarbij in het eerste jaar op plaats 1142 de hoogste notering werd behaald.

## Hitnoteringen

### NederlandseSingle Top 100
| Hitnotering: (week 1) 03-03-2012 Hitnotering: (week 2 t/m 3) 17-03-2012 t/m 24-03-2012 Hitnotering: (week 4) 05-05-2012 Hitnotering: (week 5 t/m 6) 14-07-2012 t/m 21-07-2012 Hitnotering: (week 7) 05-01-2013 | Hitnotering: (week 1) 03-03-2012 Hitnotering: (week 2 t/m 3) 17-03-2012 t/m 24-03-2012 Hitnotering: (week 4) 05-05-2012 Hitnotering: (week 5 t/m 6) 14-07-2012 t/m 21-07-2012 Hitnotering: (week 7) 05-01-2013 | Hitnotering: (week 1) 03-03-2012 Hitnotering: (week 2 t/m 3) 17-03-2012 t/m 24-03-2012 Hitnotering: (week 4) 05-05-2012 Hitnotering: (week 5 t/m 6) 14-07-2012 t/m 21-07-2012 Hitnotering: (week 7) 05-01-2013 | Hitnotering: (week 1) 03-03-2012 Hitnotering: (week 2 t/m 3) 17-03-2012 t/m 24-03-2012 Hitnotering: (week 4) 05-05-2012 Hitnotering: (week 5 t/m 6) 14-07-2012 t/m 21-07-2012 Hitnotering: (week 7) 05-01-2013 | Hitnotering: (week 1) 03-03-2012 Hitnotering: (week 2 t/m 3) 17-03-2012 t/m 24-03-2012 Hitnotering: (week 4) 05-05-2012 Hitnotering: (week 5 t/m 6) 14-07-2012 t/m 21-07-2012 Hitnotering: (week 7) 05-01-2013 | Hitnotering: (week 1) 03-03-2012 Hitnotering: (week 2 t/m 3) 17-03-2012 t/m 24-03-2012 Hitnotering: (week 4) 05-05-2012 Hitnotering: (week 5 t/m 6) 14-07-2012 t/m 21-07-2012 Hitnotering: (week 7) 05-01-2013 | Hitnotering: (week 1) 03-03-2012 Hitnotering: (week 2 t/m 3) 17-03-2012 t/m 24-03-2012 Hitnotering: (week 4) 05-05-2012 Hitnotering: (week 5 t/m 6) 14-07-2012 t/m 21-07-2012 Hitnotering: (week 7) 05-01-2013 | Hitnotering: (week 1) 03-03-2012 Hitnotering: (week 2 t/m 3) 17-03-2012 t/m 24-03-2012 Hitnotering: (week 4) 05-05-2012 Hitnotering: (week 5 t/m 6) 14-07-2012 t/m 21-07-2012 Hitnotering: (week 7) 05-01-2013 | Hitnotering: (week 1) 03-03-2012 Hitnotering: (week 2 t/m 3) 17-03-2012 t/m 24-03-2012 Hitnotering: (week 4) 05-05-2012 Hitnotering: (week 5 t/m 6) 14-07-2012 t/m 21-07-2012 Hitnotering: (week 7) 05-01-2013 | Hitnotering: (week 1) 03-03-2012 Hitnotering: (week 2 t/m 3) 17-03-2012 t/m 24-03-2012 Hitnotering: (week 4) 05-05-2012 Hitnotering: (week 5 t/m 6) 14-07-2012 t/m 21-07-2012 Hitnotering: (week 7) 05-01-2013 | Hitnotering: (week 1) 03-03-2012 Hitnotering: (week 2 t/m 3) 17-03-2012 t/m 24-03-2012 Hitnotering: (week 4) 05-05-2012 Hitnotering: (week 5 t/m 6) 14-07-2012 t/m 21-07-2012 Hitnotering: (week 7) 05-01-2013 | Hitnotering: (week 1) 03-03-2012 Hitnotering: (week 2 t/m 3) 17-03-2012 t/m 24-03-2012 Hitnotering: (week 4) 05-05-2012 Hitnotering: (week 5 t/m 6) 14-07-2012 t/m 21-07-2012 Hitnotering: (week 7) 05-01-2013 | Hitnotering: (week 1) 03-03-2012 Hitnotering: (week 2 t/m 3) 17-03-2012 t/m 24-03-2012 Hitnotering: (week 4) 05-05-2012 Hitnotering: (week 5 t/m 6) 14-07-2012 t/m 21-07-2012 Hitnotering: (week 7) 05-01-2013 |
| Week: | 1 | | 2 | 3 | | 4 | | 5 | 6 | | 7 | |
| --- | --- | --- | --- | --- | --- | --- | --- | --- | --- | --- | --- | --- |
| Positie: | 64 | uit | 59 | 84 | uit | 91 | uit | 67 | 88 | uit | 68 | uit |

### VlaamseUltratop 50
| Hitnotering: 21-01-2012 t/m 12-05-2012 | Hitnotering: 21-01-2012 t/m 12-05-2012 | Hitnotering: 21-01-2012 t/m 12-05-2012 | Hitnotering: 21-01-2012 t/m 12-05-2012 | Hitnotering: 21-01-2012 t/m 12-05-2012 | Hitnotering: 21-01-2012 t/m 12-05-2012 | Hitnotering: 21-01-2012 t/m 12-05-2012 | Hitnotering: 21-01-2012 t/m 12-05-2012 | Hitnotering: 21-01-2012 t/m 12-05-2012 | Hitnotering: 21-01-2012 t/m 12-05-2012 | Hitnotering: 21-01-2012 t/m 12-05-2012 | Hitnotering: 21-01-2012 t/m 12-05-2012 | Hitnotering: 21-01-2012 t/m 12-05-2012 | Hitnotering: 21-01-2012 t/m 12-05-2012 | Hitnotering: 21-01-2012 t/m 12-05-2012 | Hitnotering: 21-01-2012 t/m 12-05-2012 | Hitnotering: 21-01-2012 t/m 12-05-2012 | Hitnotering: 21-01-2012 t/m 12-05-2012 | Hitnotering: 21-01-2012 t/m 12-05-2012 |
| Week:                                  | 1                                      | 2                                      | 3                                      | 4                                      | 5                                      | 6                                      | 7                                      | 8                                      | 9                                      | 10                                     | 11                                     | 12                                     | 13                                     | 14                                     | 15                                     | 16                                     | 17                                     |                                        |
| -------------------------------------- | -------------------------------------- | -------------------------------------- | -------------------------------------- | -------------------------------------- | -------------------------------------- | -------------------------------------- | -------------------------------------- | -------------------------------------- | -------------------------------------- | -------------------------------------- | -------------------------------------- | -------------------------------------- | -------------------------------------- | -------------------------------------- | -------------------------------------- | -------------------------------------- | -------------------------------------- | -------------------------------------- |
| Positie:                               | 28                                     | 34                                     | 32                                     | 27                                     | 37                                     | 25                                     | 31                                     | 3                                      | 7                                      | 10                                     | 16                                     | 24                                     | 28                                     | 46                                     | 43                                     | 44                                     | 43                                     | uit                                    |

### NPO Radio 2 Top 2000
| Nummer met noteringen in de NPO Radio 2 Top 2000 | '12  | '13  | '14  | '15  | '16  | '17  | '18  | '19  | '20  | '21  | '22  | '23  | '24  |
| ------------------------------------------------ | ---- | ---- | ---- | ---- | ---- | ---- | ---- | ---- | ---- | ---- | ---- | ---- | ---- |
| Home Again                                       | 1142 | 1263 | 1810 | 1992 | 1663 | 1753 | 1338 | 1196 | 1052 | 1449 | 1449 | 1436 | 1354 |

1. ↑  Een vetgedrukt getal geeft de hoogste notering aan.
2. ↑  2012 was het eerste jaar met een notering voor dit nummer.